# 哈定 (伊利諾伊州)
哈丁（英語：Harding）是位於美國伊利諾伊州拉薩爾縣的一個非建制地區。該地的面積和人口皆未知。

## 地理
哈丁的座標為41°30′54″N 88°50′58″W / 41.51500°N 88.84944°W，而該地的平均海拔高度為199米（即653英尺）。